# Zaturn
Zaturn (jap. ザターン, Zatān) war eine Achterbahn im Freizeitpark Space World im Stadtbezirk Yahatahigashi von Kitakyūshū in der Präfektur Fukuoka im Süden von Japan.
Sie war eine Launched-Stahlachterbahn vom Modell Accelerator Coaster des Herstellers Intamin, die am 29. April 2006 eröffnet wurde. Am 31. Dezember 2017 wurde sie geschlossen. Ursprünglich hätte sie 2021 im russischen Golden City wieder eröffnet werden sollen, befindet sich aber weiterhin seit 2018 eingelagert im Park.
Die 400 m lange Strecke erreichte eine Höhe von 63 m und besaß einen 60 m hohen First Drop mit einem Gefälle von 88,9°.
Die Züge wurden mittels eines hydraulischen Katapultsystems innerhalb von 2,3 Sekunden von 0 auf 129 km/h beschleunigt.
Jeder Zug besaß fünf Wagen. In jedem Wagen konnten vier Personen (zwei Reihen à zwei Personen) Platz nehmen. Als Rückhaltesystem kamen Schulterbügel zum Einsatz.